# کوه داهی
کوه داهی (به لاتین: Dahei Mountain) یک کوه در چین است که در لیائونینگ واقع شده‌است. کوه داهی ۶۶۳ متر بالاتر از سطح دریا واقع شده‌است.